# Hiromasa Yonebayashi
Hiromasa Yonebayashi (米林 宏昌, Yonebayashi Hiromasa, geboren in 1973 te Nonoichi, Japan), bijgenaamd Maro, is een Japans animator en regisseur. Hij maakte zijn debuut als regisseur bij Studio Ghibli met Arrietty. Met deze film werd hij de jongste regisseur van een langspeelfilm voor deze studio. Met zijn tweede film, When Marnie Was There, werd hij in 2015 genomineerd voor de Oscar voor beste animatiefilm.

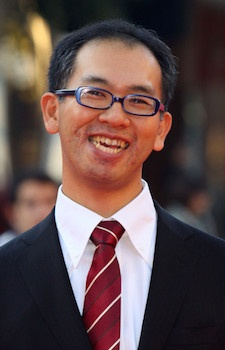
Hiromasa Yonebayashi

Yonebayashi studeerde aan de Kanazawa Hogeschool voor Kunst, waar hij een master in commercieel design haalde. Hij werkte van 1996 tot 2014 voor Studio Ghibli en trad in 2015 in dienst van Studio Ponoc.

## Oeuvre

### Films
- Prinses Mononoke (1997), Tweening, clean-up animatie[6]
- Jin-Roh: The Wolf Brigade (1998), tweening[7]
- My Neighbors the Yamadas (1999), tweening[8]
- Spirited Away (2001), key animatie[2]
- Mei and the Kittenbus (2003), animatieregisseur[2]
- Howl's Moving Castle (2004), key animatie[2]
- Tales From Earthsea (2006), assistent animatieregisseur[2]
- Mizugumo Monmon (2006), key animatie
- Ponyo (2008), key animatie[2]
- Arrietty (2010), regisseur, storyboards[2]
- From Up on Poppy Hill (2011), key animatie
- When Marnie Was There (2014), regisseur[9]
- Mary and the Witch's Flower (2017), regisseur[10]
- Modest Heroes (2018), regisseur

### Televisie
- Serial Experiments: Lain (1998), key animatie
- Ghiblies (2000 special), key animatie
- Monster (2004), key animatie

### Original video animation
- Nasu: A Migratory Bird with Suitcase (2007), key animatie